# Comitato Olimpico Danese
Il Comitato Olimpico Danese (in danese Danmarks Idrætsforbund, "Federazione sportiva danese") è l'organismo di governo dello sport in Danimarca; nato nel 1905 a Brøndby, ivi è la sua sede attuale.
Rappresenta questa nazione presso il Comitato Olimpico Internazionale (CIO) dal 1905 ed ha lo scopo di curare l'organizzazione ed il potenziamento dello sport in Danimarca e, in particolare, la preparazione degli atleti danesi, per consentire loro la partecipazione ai Giochi olimpici. Il comitato, inoltre, fa parte dei Comitati Olimpici Europei.
L'attuale presidente dell'organizzazione è Niels Nygaard, mentre la carica di segretario generale è occupata da Karl Christian Koch.